# Belgique au Concours Eurovision de la chanson 1960
La Belgique a participé au Concours Eurovision de la chanson 1960, alors appelé le « Grand prix Eurovision de la chanson européenne 1960 », à Londres, au Royaume-Uni. C'est la 5e participation belge au Concours Eurovision de la chanson.
Le pays est représenté par le chanteur Fud Leclerc et la chanson Mon amour pour toi, sélectionnés par l'Institut national de radiodiffusion au moyen d'une finale nationale.

## Sélection

### Finale belge pour le Grand Prix Eurovision 1960
Le radiodiffuseur belge pour les émissions francophones, l'Institut national de radiodiffusion (INR), organise une finale nationale intitulée Finale belge pour le Grand Prix Eurovision 1960 pour sélectionner l'artiste et la chanson représentant la Belgique au Concours Eurovision de la chanson 1960.
La finale nationale belge a eu lieu le 24 janvier 1960 à Bruxelles. Solange Berry participante à cette finale nationale a déjà représenté le Luxembourg à l'Eurovision 1958. 
Les chansons sont toutes interprétées en français, l'une des trois langues officielles de la Belgique. Les résultats des chansons restent inconnus.
Lors de cette sélection, c'est Fud Leclerc et la chanson Mon amour pour toi qui furent choisis.

#### Finale
| Ordre | Interprète    | Chanson               | Place |
| ----- | ------------- | --------------------- | ----- |
| 1     | Mary Thé      | À plein cœur          | -     |
| 2     | Lily Vincent  | Il y a bien longtemps | -     |
| 3     | Fud Leclerc   | Mon amour pour toi    | 1     |
| 4     | Solange Berry | On m'attend           | -     |
| 5     | Ferry Devos   | Vieux Carnet          | -     |

## À l'Eurovision
Chaque pays avait un jury de dix personnes. Chaque membre du jury pouvait donner un point à sa chanson préférée.

### Points attribués par la Belgique
| 3 points | France                                       |
| 2 points | Allemagne                                    |
| 1 point  | Autriche Italie Norvège Pays-Bas Royaume-Uni |

### Points attribués à la Belgique
| 10 points | 9 points | 8 points | 7 points | 6 points               |
| --------- | -------- | -------- | -------- | ---------------------- |
|           |          |          |          |                        |
| 5 points  | 4 points | 3 points | 2 points | 1 point                |
|           | - Suède  | - Italie |          | - Allemagne - Autriche |

Fud Leclerc interprète Mon amour pour toi en 5e position, après le Danemark et avant la Norvège. Au terme du vote final, la Belgique termine 6e sur 13 pays, recevant 9 points.